# Mig Macario

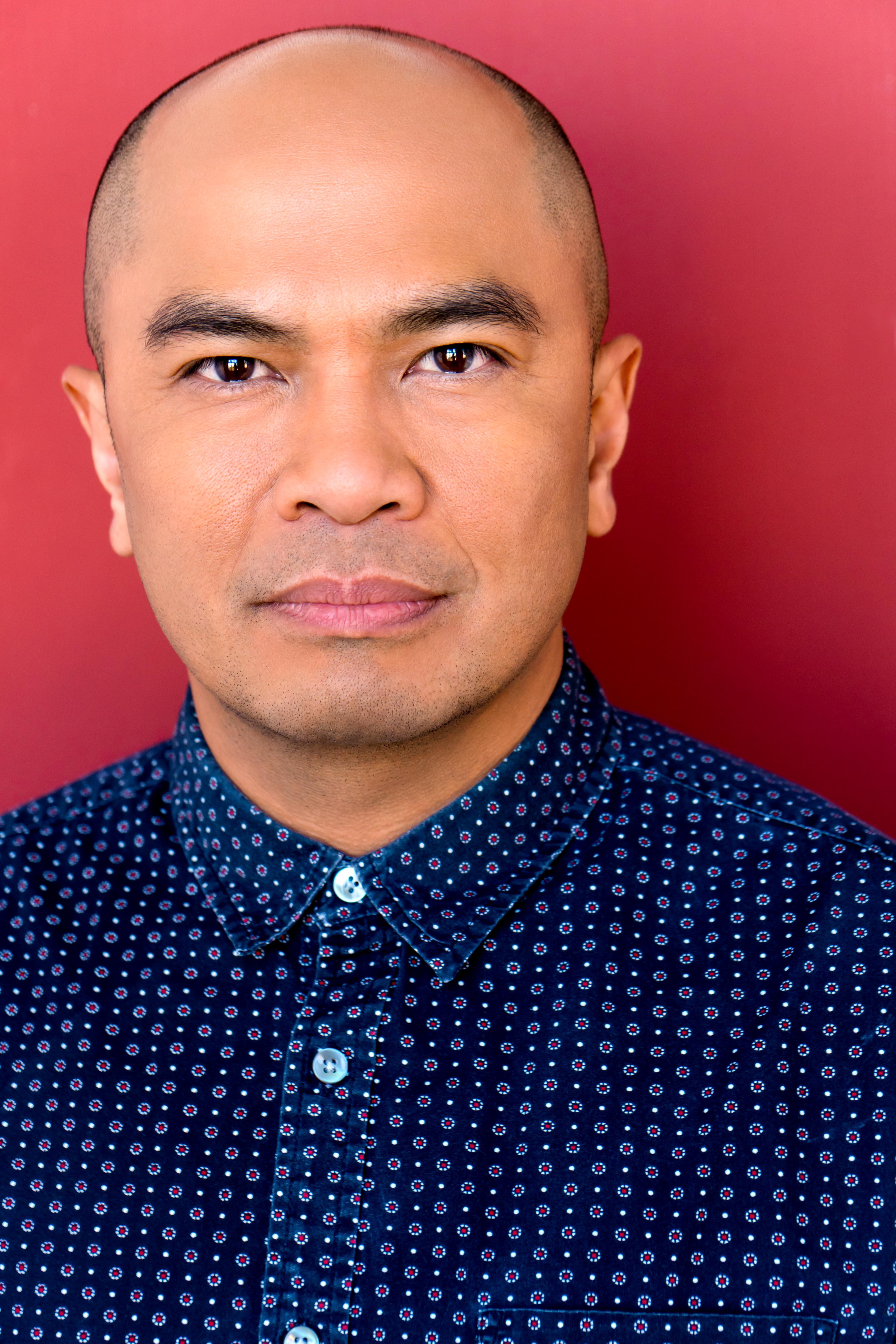
Mig Macario, 2019

Miguelito „Mig“ Macario Andaluz (* 16. März 1970 in Atimonan, Quezon) ist ein philippinisch-kanadischer Schauspieler.

## Leben und Karriere
Mig Macario wurde als jüngstes von sechs Kindern in Antimon geboren und wuchs später im kanadischen Vancouver auf. Er ist seit 1987 als Schauspieler aktiv. Zunächst war er in der Serie 21 Jump Street – Tatort Klassenzimmer in verschiedenen Rolle zu sehen. Bald darauf stand er für das Stück M. Butterfly auf der Bühne, wofür er eine Nominierung für den Jessie Richardson Theatre Award als Bester Newcomer erhielt.
Macario war bislang in über 50 Film- und Fernsehproduktionen zu sehen. Seine bekanntesten Rolle spielte er als George Amahit in Less Than Kind und als Zwerg Bashful, den er von 2011 bis 2017 in Once Upon a Time – Es war einmal … verkörperte. Daneben war er in Gastrollen etwa in Akte X – Die unheimlichen Fälle des FBI, Der Sentinel – Im Auge des Jägers, Dead Zone, Fringe – Grenzfälle des FBI, Troop – Die Monsterjäger, Fairly Legal oder Criminal Minds zu sehen.
Zu seinen Filmauftritten gehören etwa In tierischer Mission, The Final Cut – Dein Tod ist erst der Anfang oder Afghanistan – Die letzte Mission. Gerade zu Beginn seiner Karriere trat Macario häufig unter dem Künstlernamen Michael Andaluz auf.

## Filmografie (Auswahl)
- 1987–1989: 21 Jump Street – Tatort Klassenzimmer (21 Jump Street, Fernsehserie, 4 Episoden)
- 1989: E.N.G. (Fernsehserie, Episode 1x04)
- 1990: Neon Rider (Fernsehserie, Episode 1x17)
- 1992: Der Polizeichef (The Commish, Fernsehserie, Episode 1x13)
- 1993: Madison (Fernsehserie, Episode 1x11)
- 1995: Akte X – Die unheimlichen Fälle des FBI (The X-Files, Fernsehserie, Episode 3x05)
- 1996: White Tiger
- 1996: Outer Limits – Die unbekannte Dimension (Outher Limits, Fernsehserie, Episode 2x15)
- 1996: Schnappt den Doppelgänger! (The Prisoner of Zenda, Inc., Fernsehfilm)
- 1996, 1998: Der Sentinel – Im Auge des Jägers (The Sentinel, Fernsehserie, 2 Episoden)
- 1997: Die Fälle der Shirley Holmes (The Adventures of Shirley Holmes, Fernsehserie, Episode 1x12)
- 1997: Medusa’s Child - Atombombe an Bord der 737 (Medusa’s Child, Fernsehfilm)
- 1998: Master Keaton (Fernsehserie, Episode 1x11)
- 1999: Night Man (Fernsehserie, Episode 2x09)
- 1999: Hope Island (Fernsehserie, Episode 1x02)
- 2000, 2005: Cold Squad (Fernsehserie, 2 Episoden)
- 2003: Dead Zone (Fernsehserie, Episode 2x15)
- 2003: In tierischer Mission (Good Boy!)
- 2004: Human Cargo (Mini-Serie, 3 Episoden)
- 2004: The Final Cut – Dein Tod ist erst der Anfang (The Final Cut)
- 2004: The Collector (Fernsehserie, Episode 1x13)
- 2005: Killer Instinct (Fernsehserie, Episode 1x06)
- 2006: Romeo! (Fernsehserie, Episode 3x02)
- 2007: Everest – Wettlauf in den Tod (Everest, Mini-Serie, 4 Episoden)
- 2007: Afghanistan – Die letzte Mission (Afghan Knights)
- 2008: Less Than Kind (Fernsehserie, 5 Episoden)
- 2009: Santa Baby 2 (Santa Baby 2: Christmas Maybe, Fernsehfilm)
- 2009–2011: Troop – Die Monsterjäger (Troop, Fernsehserie, 3 Episoden)
- 2010: Fringe – Grenzfälle des FBI (Fringe, Fernsehserie, 3 Episoden)
- 2011: Sanctuary – Wächter der Kreaturen (Sanctuary, Fernsehserie, 2 Episoden)
- 2011–2017: Once Upon a Time – Es war einmal … (Once Upon a Time, Fernsehserie, 37 Episoden)
- 2012: Fairly Legal (Fernsehserie, Episode 2x08)
- 2013: Level Up (Fernsehserie, Episode 2x11)
- 2013: Arctic Air (Fernsehserie, Episode 2x06)
- 2014: Rush (Fernsehserie, Episode 1x05)
- 2014: Intruders – Die Eindringlinge (Intruders, Fernsehserie, Episode 1x07)
- 2015: The Whispers (Fernsehserie, Episode 1x05)
- 2016: All Things Valentine (Fernsehfilm)
- 2016: Seconde Chance (Fernsehserie, Episode 1x05)
- 2016: Shut Eye (Fernsehserie, Episode 1x10)
- 2017: Criminal Minds (Fernsehserie, Episode 13x07)
- 2017: S.W.A.T. (Fernsehserie, Episode 1x03)
- 2019: Die Kunst des toten Mannes (Velvet Buzzsaw)
- 2020: Kidding (Fernsehserie, Episode 2x06)
- 2020: Helstrom (Fernsehserie, Episode 1x01)